# Кампо-де-Монтьель

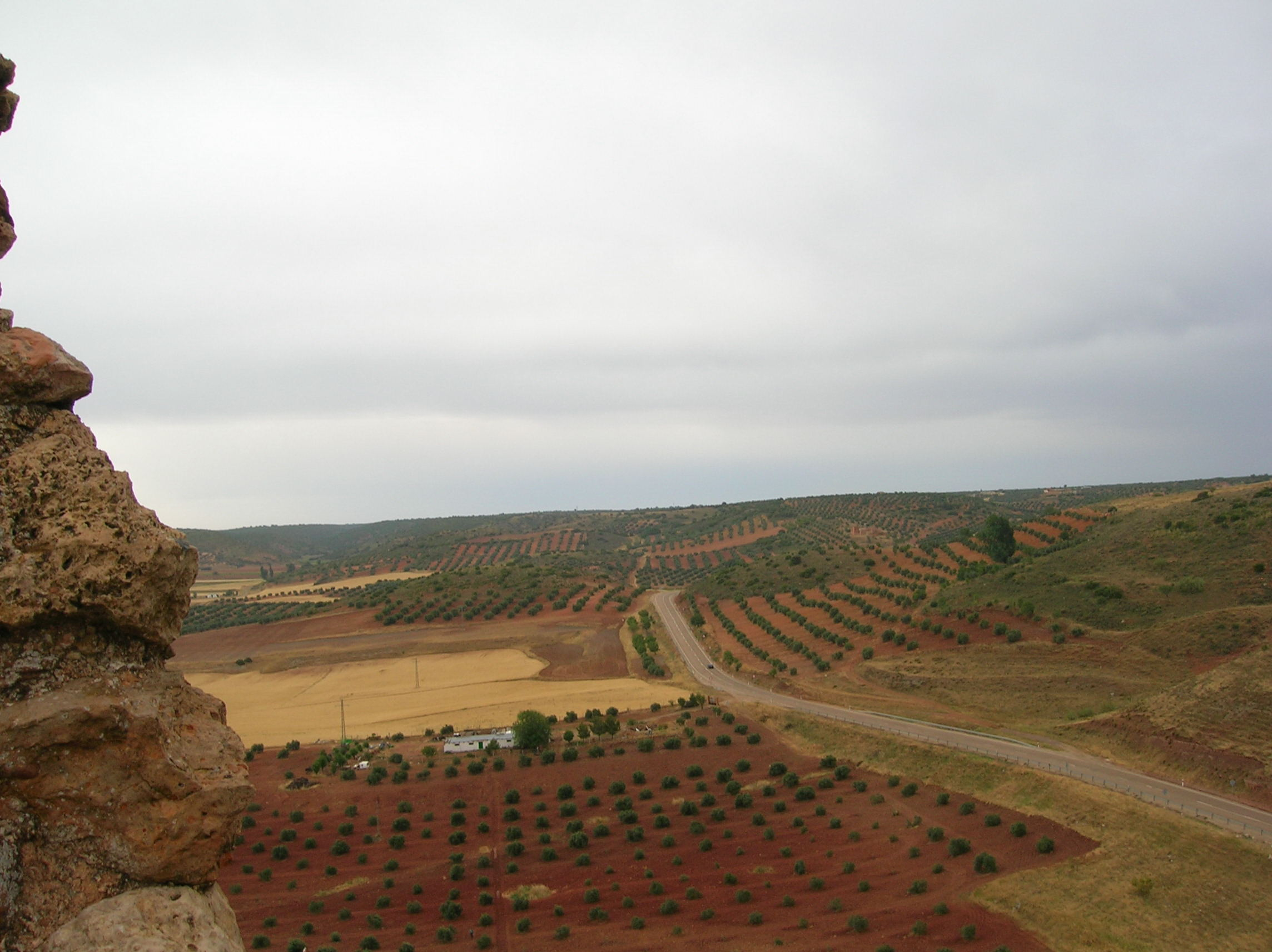

Кампо-де-Монтьель (исп. Campo de Montiel (Ciudad Real))  — район (комарка) в Испании, входит в провинцию Сьюдад-Реаль в составе автономного сообщества Кастилия — Ла-Манча.

## Муниципалитеты
1. Косар
2. Ла-Солана
3. Альхамбра
4. Руйдера
5. Каррисоса
6. Сан-Карлос-дель-Валье
7. Вильяэрмоса
8. Монтьель (Сьюдад-Реаль)
9. Фуэнльяна
10. Вильянуэва-де-лос-Инфантес
11. Вильянуэва-де-ла-Фуэнте
12. Монтьель (Сьюдад-Реаль)
13. Альмедина
14. Вильяманрике
15. Санта-Крус-де-лос-Каньямос
16. Альбаладехо
17. Терринчес
18. Торре-де-Хуан-Абад
19. Торренуэва
20. Кастельяр-де-Сантиаго
21. Пуэбла-дель-Принсипе